# Ollusion
Ollusion è il terzo album del cantante R&B statunitense Omarion, pubblicato dalla EMI il 12 gennaio 2010. L'album ha venduto 19,000 copie nella sua prima settimana sul mercato.

## Tracce
1. I Get It In (featuring Gucci Mane) - 3:08
2. Last Night (Kinkos) - 3:09
3. Hoodie (featuring Jay Rock) - 3:35
4. What Do You Say - 3:39
5. Speedin' - 4:24
6. Temptation - 3:40
7. Sweet Hang Over - 3:23
8. Thee Interlude (featuring Marques Houston) - 1:09
9. Wet - 5:40
10. I Think My Girl Is Bi - 4:04
11. Code Red - 2:32
12. On My Grind (featuring Tank) - 3:26